# Take My Breath Away
«Take My Breath Away» (укр. «В мене перехоплює подих») — сингл американського гурту «Berlin». Саундтрек до популярного американського фільму «Top Gun». Сингл відзначений преміями «Оскар» та «Золотий глобус».

## Створення
Поет Том Уайтлок написав текст одразу, після того, як композитор Джорджо Мородер поділився з ним музичним мотивом для нової пісні. Повертаючись додому зі студії, Вайтлок встиг написати «чорновий» варіант слів до майбутнього синглу, який завершив вже за декілька годин в домашніх умовах. Демоверсія пісні настільки вразила режисера фільму «Top Gun» Тонні Скотта, а також продюсерів Джеррі Брукгаймера та Дона Сімпсона, що вони навіть збільшили кількість романтичних сцен за участю головних героїв фільму.
Коли постало питання хто має виконати цю пісню Columbia Records запропонувала Джорджо Мородеру декілька виконавців. Продюсер не довго вагаючись обрав саме «Berlin», оскільки незадовго до цього працював з ними над синглом «No More Words» та його вразило, як виконала її Террі Нунн.

## Успіх
«Take My Breath Away» був першим синглом з альбому саундтреків до «Top Gun» і шириною 1986 року як розділений сингл разом з піснею «Radar Radio».
Після свого виходу пісня досягла першої сходинки у престижному американському чарті Billboard Hot 100, а також очолила чарти в Канаді, Великій Британії, Нідерландах, Ірландії та Бельгії.
Як саундтрек до фільму «Top Gun» пісня отримала премію «Золотий глобус» за найкращу пісню до фільму у 1986 році та премію «Оскар» за найкращу пісню до фільму у 1987 році.
Джорджо Мородер вважає її найуспішнішою піснею у своїй кар'єрі.

## Склад гурту
- Террі Нунн — вокал;
- Рік Олсен — соло-гітара;
- Давид Даймонд — ритм-гітара;
- Матт Рід — сінтезатор;
- Джон Крауфорд — бас-гітара;
- Роб Брілл — ударні.

## Відео
- Berlin - Take My Breath Away (Official Video) на YouTube